# Rosa Sevilla de Alvero
Rosa Lucía Sevilla de Alvero (Tondo, Manila, 4 de marzo de 1879 - Ciudad Quezon, 11 de mayo de 1954) fue una activista, educadora y periodista filipina que abogó por el sufragio de las mujeres en Filipinas.

## Biografía
Nació el 4 de marzo de 1879. Hija de Silvina Tolentino y Rafael, pariente del revolucionario y dramaturgo Aurelio Tolentino; y de Ambrosio Sevilla, sargento del ejército español. Creció con su tía Tolentino, quien a menudo invitaba a su casa a nacionalistas e intelectuales que abogaban contra lo que llamaban "educación colonial".

### Trayectoria como educadora
Estudió para ser maestra, y se graduó como “maestra superior” en el Colegio de la Asunción. Fue la primera decana de la Universidad de Santo Tomás y el 15 de julio de 1900 creó el Instituto de Mujeres (ahora Rosa Sevilla Memorial School).
Durante los primeros años del período colonial estadounidense, fundó el Instituto de Mujeres en Manila a los 21 años, que se convirtió en una de las primeras escuelas para mujeres en Filipinas. El instituto proporcionó un plan de estudios a las mujeres que las ayudaría a prepararse "para servir tanto a Dios como a la patria", brindándoles una alternativa a las escuelas dirigidas por estadounidenses que en su mayoría prohibían la enseñanza de religión, así como materias de idioma en español y en lenguas indígenas.

### Trayectoria como sufragista
A mediados de los 30, lideró un movimiento en 1916 para que las mujeres filipinas tuvieran derecho al voto, fundando la Liga Nacional de Damas Filipinas. Fue en 1937 cuando las mujeres lograron el derecho tras un referéndum.

### Trayectoria periodística
También trabajó en periodismo, siendo editora del diario español La Vanguardia, y estableció The Woman's Outlook, una revista publicada por la Federación General de Clubes de Mujeres de Filipinas. Formó parte del equipo editorial del periódico de Antonio Luna, La Independencia, y también escribió obras en español como La Mejor, El Sueño del Poeta y Prisonera de Amor.

## Vida personal
Estaba casada con el artista Emilio Alvero. Murió el 11 de mayo de 1954, a los 75 años.

## Premios y reconocimientos
- 1948, 4 de julio, Medalla presidencial del gobierno de Filipinas al Mérito.
- 1948 Reconocimiento de la Reina Isabel II de España.
- 2021, el 4 de marzo, Google celebró su cumpleaños número 142 con un Doodle de Google.[6]